# Hägerstens stadsdelsområde

Hägersten.

Hägerstens stadsdelsområde var fram till den 1 januari 2007 ett stadsdelsområde i Söderort i Stockholms kommun som omfattade stadsdelarna Fruängen, Hägersten, Hägerstensåsen, Mälarhöjden och Västertorp. Knappt 30 000 bodde i stadsdelsområdet 2003. Stadsdelsnämnden startade sin verksamhet den 1 januari 1997 som en av 24 stadsdelsområden.
Den 1 januari 2007 gick stadsdelsområdet samman med Liljeholmens stadsdelsområde och bildade Hägersten-Liljeholmens stadsdelsområde.